# David Hodges
David Hodges (født 5. december 1978 i Little Rock, Arkansas i USA) var indtil 2002 pianist og vokalist i bandet Evanescence fra USA. I dag er han medlem af The Age of Information (før Trading Yesterday), som han selv dannede.